# Elezioni generali in Perù del 1990
Le elezioni generali in Perù del 1990 si tennero l'8 aprile (primo turno) e il 10 giugno (secondo turno) per l'elezione del Presidente e il rinnovo del Congresso della Repubblica.

## Risultati

### Elezioni presidenziali
| Candidati                | Partiti                                         | I turno   | I turno | II turno  | II turno |
| Candidati                | Partiti                                         | Voti      | %       | Voti      | %        |
| ------------------------ | ----------------------------------------------- | --------- | ------- | --------- | -------- |
| Alberto Fujimori         | Cambio 90                                       | 1 932 208 | 29,09   | 4 489 897 | 62,38    |
| Mario Vargas Llosa       | Fronte Democratico (AP - PPC - ML)              | 2 163 323 | 32,57   | 2 708 291 | 37,62    |
| Luis Alva Castro         | Alleanza Popolare Rivoluzionaria Americana      | 1 494 231 | 22,50   |           |          |
| Henry Pease García       | Sinistra Unita                                  | 544 889   | 8,20    |           |          |
| Alfonso Barrantes Lingán | Sinistra Socialista                             | 315 038   | 4,74    |           |          |
| Roger Cáceres Velásquez  | Fronte Nazionale dei Lavoratori e dei Contadini | 86 418    | 1,30    |           |          |
| Ezequiel Atacusi Gamonal | Fronte Popolare Agricolo del Perù               | 73 974    | 1,11    |           |          |
| Dora Larrea del Castillo | Unione Nazionale Odriista                       | 21 962    | 0,33    |           |          |
| Nicolás de Pierola Balta | Unione Democratica                              | 9 541     | 0,14    |           |          |
| Totale                   | Totale                                          | 6 641 584 | 100     | 7 198 188 | 100      |

### Elezioni parlamentari

#### Camera dei deputati
| Liste                                           | Voti      | %     | Seggi |
| ----------------------------------------------- | --------- | ----- | ----- |
| Fronte Democratico (AP - PPC - ML)              | 1 561 291 | 30,03 | 62    |
| Alleanza Popolare Rivoluzionaria Americana      | 1 288 461 | 24,78 | 53    |
| Cambio 90                                       | 879 949   | 16,93 | 32    |
| Sinistra Unita                                  | 510 557   | 9,82  | 16    |
| Fronte Popolare Moralizzatore                   | 309 263   | 5,95  | 7     |
| Sinistra Socialista                             | 272 591   | 5,24  | 4     |
| Fronte Nazionale dei Lavoratori e dei Contadini | 126 067   | 2,42  | 3     |
| Fronte Popolare Agricolo del Perù               | 63 450    | 1,22  | –     |
| Unione Civica Indipendente                      | 33 819    | 0,65  | –     |
| Movimento Regionalista Loreto                   | 24 854    | 0,48  | 1     |
| Fronte Tacneño                                  | 17 642    | 0,34  | 1     |
| Lista Indipendente Accordo Popolare             | 14 547    | 0,28  | 1     |
| Movimento Indipendente in Azione                | 12 614    | 0,24  | –     |
| Unione Nazionale Odriista                       | 10 413    | 0,20  | –     |
| Unione Democratica                              | 7 738     | 0,15  | –     |
| Fronte Indipendente Nazionalista                | 6 106     | 0,12  | –     |
| Movimiento de Bases Hayistas                    | 5 607     | 0,11  | –     |
| Movimento di Ricostruzione Nazionale            | 5 588     | 0,11  | –     |
| Altri <0,10%                                    | 48 546    | 0,93  | –     |
| Totale                                          | 5 199 103 | 100   | 120   |